# Sekondi-Takoradi

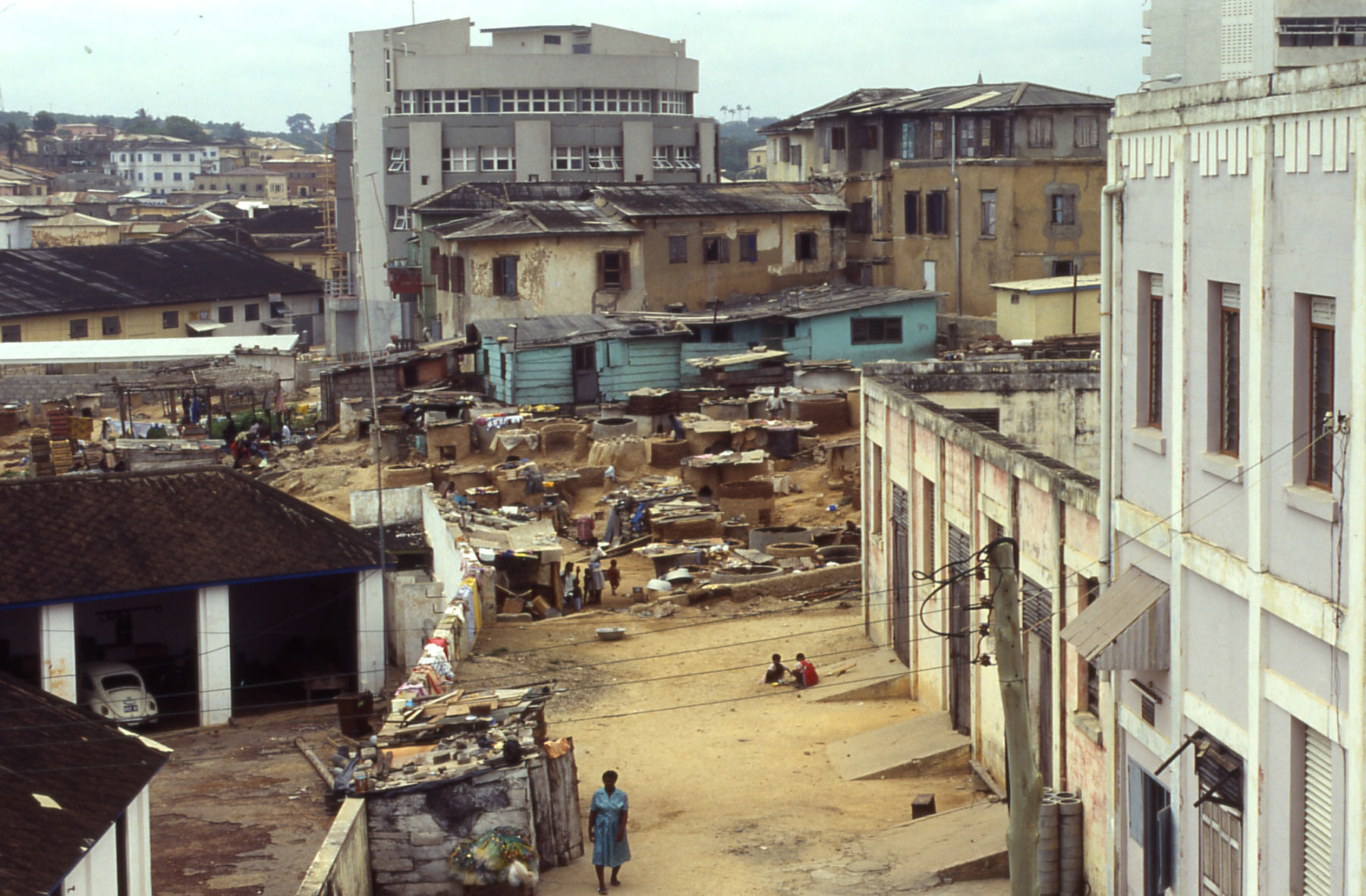
Takoradi - utcarészlet

Sekondi-Takoradi Ghána Nyugati Régiójának a központja. Az ország negyedik legnépesebb városa fontos ipari és kereskedelmi központ. Jelentősebb iparágak: fafeldolgozás, furnérlemez-előállítás, dohányipar, hajóépítés, vasúti kocsik gyártása. Az Accra és Kumasi között húzódó vasúti fővonal mentén található. A nyugat-afrikai állam egyik legnagyobb oktatási központja, számos középiskolával és felsőoktatási intézménnyel, melyek közül több európai illetve amerikai finanszírozással működik.

## Története
Sekondi stratégiai jelentősége akkor nőtt meg, amikor az 1903-ban megépülő vasút végállomása lett. A vasúton a kontinens belsejéből szállított faagyagot illetve különböző érceket itt valamint Takoradiban rakták hajókra és indították útnak Európa felé.
Takoradi területén először holland, majd svéd és angol telepesek építettek erődöt a XVII. században. Jelentős kikötővé fejlődött ki. A második világháború során a Brit Királyi Légierő fontos bázisa volt. Egyrészt innen is biztosították az Egyiptomban harcoló brit haderők utánpótlását, másrészt az Észak-Atlanti régióban közlekedő hajók, konvojok védelmét látták el. A város temetőjében számos világháborús katonai sír található.
A két város 1946-ban egyesült.

## Testvérvárosok
- Boston
- Oakland

## Külső hivatkozások
- Városok Ghánában
- ghana-pedia.org